# بوزجه آضه
بُوزْجَه آضَه (بالتركية: Bozcaada) أو تينيدوس (باليونانية: Τένεδος)‏ (باللاتينية: Tenedus)‏ هي جزيرة تركية تقع في الجزء الشمالي الشرقي من بحر إيجه، تتبع الجزيرة من الناحية الإدارية منطقة بوزكادا في محافظة جنق قلعة، تركيا. تبلغ مساحة الجزيرة 39.9 كيلومتر مربع (15 ميل2) وهي ثالث أكبر جزيرة تركية بعد إمبروس (جوكسيادا) ومرمرة، ويبلغ عدد سكانها 3023 حسب إحصاء عام 2018.